# Dennis Sullivan
Dennis Parnell Sullivan (Port Huron, 12 de fevereiro de 1941) é um matemático estadunidense. Ele uniu a teoria do caos e os espaços geométricos. Dennis Sullivan recebeu o Prêmio Abel de 2022, por suas contribuições nos campos de topologia e sistemas dinâmicos.

## Obras
- com Pierre Deligne, Phillip Griffiths e John Willard Morgan: Real homotopy theory of Kähler manifolds. In: Inventiones Mathematicae. Volume 29, Nr. 3, 1975, ISSN 0020-9910, p. 245–274, online (PDF; 1,57 MB).
- Cycles for the dynamical study of foliated manifolds and complex manifolds. In: Inventiones Mathematicae. Volume 36, 1976, p. 225–255, online (PDF; 1,63 MB).
- Infinitesimal computations in topology. In: Institut des Hautes Études Scientifiques. Publications Mathématiques. Volume 47, Nr. 1, Dezembro 1977, ISSN 0073-8301, p. 269–331.
- The density at infinity of a discrete group of hyperbolic motions. In: Institut des Hautes Études Scientifiques. Publications Mathématiques. Volume 50 (1979), 171–202, online (PDF; 3,1 MB).
- On the ergodic theory at infinity of an arbitrary discrete group of hyperbolic motions. In: Irwin Kra, Bernard Maskit (Eds.): Riemann surfaces and related topics. Proceedings of the 1978 Stony Brook Conference (= Annals of Mathematics Studies. Volume 97). Princeton University Press, Princeton NJ 1981, ISBN 0-691-08264-2, p. 465–496.
- com Ricardo Mañé, Paulo Sad: On the dynamics of rational maps. In: Annales Scientifiques de l’École Normale Supérieure. Série 4, Volume 16, Nr. 2, 1983, ISSN 0012-9593, p. 193–217. online (PDF; 2,68 MB).
- Entropy, Hausdorff measures old and new, and limit sets of geometrically finite Kleinian groups. In: Acta Mathematica. Volume 153, Nr. 1, 1984, ISSN 0001-5962, p. 259–277, online (PDF; 780 kB).
- Quasiconformal Homeomorphisms and Dynamics.

I: Solution of the Fatou-Julia Problem on Wandering Domains. In: Annals of Mathematics. Serie 2, Volume 122, Nr. 2, 1985, ISSN 0003-486X, p. 401–418.
II: Structural Stability Implies Hyperbolicity for Kleinian Groups. In: Acta Mathematica. Volume 155, Nr. 1, 1985, p. 243–260, online (PDF; 859 kB).
III: com Curtis McMullen: The Teichmüller Space of a Holomorphic Dynamical System. In: Advances in Mathematics. Volume 135, Nr. 2, 1998, ISSN 0001-8708, p. 351–395, online (PDF; 360 kB).
- Geometric topology Localization, periodicity and Galois symmetry. The 1970 MIT notes (= K-Monographs in Mathematics. Volume 8). Editado e com um prefácio de Andrew Ranicki. Springer, Dordrecht 2005, ISBN 1-4020-3511-X.
- com Moira Chas: String Topology. 2008, ArXiv.